# 스카이워스
스카이워스(Skyworth, 중국어 간체자: 创维, 정체자: 創維, 병음: chuāngwéi, 공식 이름: Skyworth Group Co., Ltd.)는 중국의 지주회사이다. 자회사는 텔레비전 및 기타 시청각 제품을 설계, 제조 및 판매한다. 부동산에도 투자한다. 스카이워스는 2010년 기준 선전시 난산 하이테크 파크에 본사를 두고 있으며 홍콩과 내몽골 자치구는 물론 선전, 광저우시, 둥관시를 포함한 광둥성의 다양한 지역에 사업장을 두고 있다.
회사는 스스로를 "산업 클러스터"(industry cluster)라고 부르지만, 여러 통합 산업 기반 사이트의 앵커 역할을 할 수도 있다. 스카이워스는 EVD(Enhanced Versatile Disc)를 개발한 중국 컨소시엄의 회원이다. 또한 자체 브랜드가 아닌 다른 브랜드 이름으로 소매되는 TV를 만드는 OEM이다.